# Parapseudocyclopinodes neglecta
Parapseudocyclopinodes neglecta is een eenoogkreeftjessoort uit de familie van de Hemicyclopinidae. De wetenschappelijke naam van de soort is voor het eerst geldig gepubliceerd in 1952 door Herbst.